# 許永鎬
許 永鎬（ホ・ヨンホ、朝鮮語: 허영호、1900年12月21日 - 1952年1月30日?）は、日本統治時代の朝鮮の独立運動家、社会運動家、仏教の僧侶・宗教家、大韓民国の教育者、政治家。制憲国会議員。
別名に許 允（ホ・ユン、허윤）などがある。号は玄州（ヒョンジュ、현주）。法名は鏡湖（キョンホ、경호）。日本名は徳光 允、徳光 翼。

## 経歴
慶尚南道釜山府（現・釜山広域市）出身。東萊高等普通学校（現・東萊高等学校）、東洋大学、大正大学仏教学科卒。
梵魚寺が運営する中等学校の3年在学中に三・一運動に関連する東莱市場の独立万歳デモを主導したため、逮捕され1年間投獄された。出獄後は日本留学を経て、朝鮮に帰り講演活動を行った。1925年11月には東莱青年連盟創立準備委員・創立委員、その後は同連盟代表として活動した。1926年8月には東莱青年会庶務部委員長に任命され、同年10月には東莱面の市区改正変更問題で青年会役員として反対運動の実行委員を務めた。また、同年8月には東莱地域で唯一の文芸雑誌社である平凡社を創立し、月刊文芸雑誌『平凡』を発刊した。1928年2月26日、東莱青年会が解体、東莱青年同盟が創立されると実行委員に選ばれた。同年4月、新幹会東莱支会選考委員・本部代表委員・政治文化部総幹事を務め、言論・出版・結社の自由の禁止問題、義務教育問題、在満同胞生存権問題の解決方案などを積極的に提起した。1928年5月29日、朝鮮青年総同盟慶南道連盟大会執行部副議長に選任され、講演活動なども行い、釜山地域の社会運動の中心人物となった。しかし、新幹会の検挙以降、1930年にまた日本に留学し、大正大学仏教学科に入学した。
その後は金法麟が中心となった抗日秘密結社の「卍堂」で活動し、講演活動の他に朝鮮留学生同窓会長、在日本朝鮮青年会庶務部幹事、留学生学友会拡大執行委員などを務めた。1932年3月に卒業により帰国し、仏教学の研究を行い、仏教団体で活動した。大正大学在学中には仏教学関連の近代知識を習得したため、朝鮮仏教界の懸案に対する問題と仏教近代化のために多様な活動を模索した。この時期には朝鮮仏教青年総同盟中央執行委員長、朝鮮仏教中央教務院代表理事を経て、1932年9月から1933年5月までに中央仏教専門学校の教授兼学監を務めた。1934年7月には慶尚南道金海にある海恩寺の住職に就任し、1937年7月まで務めた。また、1932年以降は仏紀改善審議会常務委員、朝鮮仏教教程研究会研究部長、総本山建設基礎議員なども務めた。
日中戦争の勃発したごろからは親日派に転じ、侵略戦争や大東亜共栄圏を擁護した。1937年2月31日の本山地主会議で総本山基礎委員に選出され、1937年3月から1939年1月までに財団法人朝鮮仏教中央教務院の機関誌とされる『仏教神』の編集者兼発行人を務めた。1937年5月に中央仏教専門学校講師、海東訳経院主任訳経士を務め、1938年には朝鮮仏教青年総同盟京城連盟執行委員に選任された。1938年から1945年8月までに中央教院評議員・理事・常務理事・財務理事・曹渓学院理事を歴任し、1941年5月に戦争協力団体の国民総力朝鮮連盟の評議員を務めた。また、1941年から解放までは朝鮮仏教曹渓宗の宗正司書を務めながら、日本の植民地統治に積極的に加担した。
解放後の1945年9月から1946年9月までに第3代恵化専門学校校長、1946年9月から1948年11月までに改名後の第1代東国大学学長（ともに現・東国大学校）を務めた。また、1945年9月に建国準備委員会の開催のための集会に参加し、社会活動を再開した。1946年1月に反託国民総動員委員会中央常務委員会委員に任命された。1949年1月に制憲国会議員の補欠選挙で当選し、高等考試委員に委嘱されたが、1950年6月の第2代総選挙で落選した。その後、朝鮮戦争中の1950年7月13日午前5時ごろ、乙支路の入り口で北朝鮮側の関係者らに拉致された。同日、国立図書館（現・韓国国立中央図書館）へ連行され、同月17日ごろ徒歩か列車によりどこかに移送されたとされる。北朝鮮に拉致後、1956年7月から在北平和統一促進協議会に出席し、1958年12月ごろに咸鏡北道の農場に移住した。以後消息不明。ただし、1952年1月30日に死去したという説もある。同地の「在北人士の墓」に埋葬されているとされる。
死後は親日反民族行為者に認定された。